# 国家宝藏 (第一季)
《国家宝藏》是自2017年12月3日起在中国中央电视台综艺频道播出的文博探索类节目，由中央电视台、央视纪录国际传媒有限公司承制。第一季共十期，前九期为每期由故宫博物院等九家博物馆提供馆藏的三件文物，由“001號講解員”張國立负责分别介绍守护三件国宝的守护人及历史背景，每件文物的明星守护人与节目助演以舞台剧的形式表演“前世传奇”，而后由该文物相关的人物、普通文物工作者或者与该文物文化内涵相关的从业者来讲述“今生故事”；每期播出后，该期博物馆的三件文物都将由民众进行投票，选出一件在故宮六百年特展中展示；第十期为入選文物揭晓。

## 博物馆
据节目总导演于蕾称，故宫博物院是最早确定的博物馆，而其他八家是由故宫博物院院長单霁翔建议下确定的，这八家博物馆为2009年11月中旬由中国国家文物局公布的第一批中央地方共建国家级博物馆，而且片头介绍的次序也是按照2009年名单排列的。
| 博物馆         | 出席节目代表            | 所在地       | 节目介绍词                                           |
| -------------- | ----------------------- | ------------ | ---------------------------------------------------- |
| 故宫博物院     | 院長单霁翔 副院长任万平 | 北京市       | 即将迎接紫禁城第六百个春秋的故宫博物院               |
| 上海博物馆     | 館長杨志刚 副館長李仲谋 | 上海市       | 包罗中国古代艺术万象的上海博物馆                     |
| 南京博物院     | 院長龚良                | 江苏省南京市 | 第一座由国家投资兴建的大型综合博物馆：南京博物院     |
| 湖南省博物馆   | 館長段晓明              | 湖南省长沙市 | 见证华夏文明多源头格局的历史艺术博物馆：湖南省博物馆 |
| 河南博物院     | 院長马萧林              | 河南省郑州市 | 华夏之中，上古文明开源之地：河南博物院               |
| 陕西历史博物馆 | 館長强跃                | 陕西省西安市 | 以周秦汉唐四朝文明定鼎天下的陕西历史博物馆           |
| 湖北省博物馆   | 館長万全文              | 湖北省武汉市 | 集荆楚文化大成的湖北省博物馆                         |
| 浙江省博物馆   | 副館長蔡琴              | 浙江省杭州市 | 传颂越地万年长歌的浙江省博物馆                       |
| 辽宁省博物馆   | 館長马宝杰                | 辽宁省沈阳市 | 新中国的第一座博物馆：辽宁省博物馆                   |

## 文物的选择
节目中九家博物馆各有三件文物，共27件文物。据节目总导演于蕾称，文物选择首先是由各大博物馆提供给节目组一个备选名单，然后节目组再研究，而最终选定的文物不一定要选一级文物，不一定是用材珍贵、工艺考究的文物，而挑选那些背后充满了人文精神和情怀的东西，之所以选定这27件，是因为它们“有着荡气回肠的前世传奇和今生故事，到今天都还在产生影响”。
以2018年1月14日湖南博物馆这期为例，2017年3月13日的结构方案里决定的九件重器（当时定的模式是一集一件国宝）中，皿方罍就因荡气回肠的回归故事名列其中，经一年的打磨和变化，当初方案里的的九件国宝只有越王勾践剑和皿方罍呈现在了节目里。

## 节目内容
| 博物馆                                      | 文物                     | 国宝守护人                              | 国宝使命              | 前世传奇 | 今生故事講述人                               |
| 2017-12-03 紫微星之城                       | 2017-12-03 紫微星之城    | 2017-12-03 紫微星之城                   | 2017-12-03 紫微星之城 | 2017-12-03 紫微星之城 | 2017-12-03 紫微星之城                        |
| ------------------------------------------- | ------------------------ | --------------------------------------- | --------------------- | --- | -------------------------------------------- |
| 故宫博物院                                  | 王希孟《千里江山图》卷   | 李晨 冯海涛 仇庆年                      | 守护绿水青山          | 宋徽宗——李晨饰 蔡京——董彦麟饰 | 冯海涛 仇庆年                                |
| 故宫博物院                                  | 清乾隆各种釉彩大瓶       | 王凯 张甡 故宫志愿者                    | 守护国之瑰宝          | 乾隆帝——王凯饰 唐英——李依洋饰 王羲之——冒海飞饰 黄公望——朱峰饰 雍正帝——董彥麟饰                                                                        | 张甡                                         |
| 故宫博物院                                  | 石鼓                     | 梁家辉 梁金生 新一代故宫国宝守护人      | 守护中华文脉          | 司马光（成年）——梁家辉饰 司马光（少年）——陈湘岳饰 司马池——朱峰饰 公公——李依洋饰                                                                       | 梁金生                                       |
| 2017-12-10 火与铜的共舞                     |                          |                                         |                       | |                                              |
| 湖北省博物馆                                | 越王勾践剑               | 段奕宏 江旭东                           | 守护中国剑魂          | 剑灵——段奕宏饰 勾践——朱峰饰 范蠡——董彥麟饰 扶同——冒海飞饰 越女——高晓菲饰                                                                              | 江旭东                                       |
| 湖北省博物馆                                | 云梦睡虎地秦简           | 撒贝宁 陈振裕 基层执法民警              | 守护律法初心          | 官员“喜”——撒贝宁饰 官员“乐”——冒海飞饰 官员“怒”——李依洋饰                                                                                              | 陈振裕 陈妍婷 董盼 韩煦                      |
| 湖北省博物馆                                | 曾侯乙编钟               | 王剛 谭军 武汉音乐学院青年编钟乐团      | 守护华夏正音          | 曾侯乙——王刚饰 楚王——董彥麟饰 楚大夫——刘洋饰 | 谭军 武汉音乐学院青年编钟乐团                |
| 2017-12-17 上古文明开源之地                 |                          |                                         |                       | |                                              |
| 河南博物院                                  | 妇好鴞尊                 | 刘涛 郑振香 唐际根                      | 守护华夏英姿          | 妇好——刘涛饰 武丁——董彥麟饰 祭祀——李依洋饰 卜者——刘洋饰                                                                                               | 郑振香 唐际根                                |
| 河南博物院                                  | 贾湖骨笛                 | 蔡国庆、蔡轩正父子 萧兴华 杜佳慧        | 守护华夏初音          | 老蔡——蔡国庆饰 小蔡——蔡轩正饰 族人——劉洋、李依洋、冒海飛飾 他族掠食者——朱峰飾                                                                         | 萧兴华 杜佳慧                                |
| 河南博物院                                  | 云纹铜禁                 | 雷佳音 吴庆辉 中国航发人                | 守护强国制造          | 子庚——雷佳音饰 秀才——冒海飞饰 书童——陈湘岳饰 | 吴庆辉                                       |
| 2017-12-24 四朝文明定鼎天下                 |                          |                                         |                       | |                                              |
| 陕西历史博物馆                              | 葡萄花鸟纹银香囊         | 马苏 齐东方                             | 守护丝路芬芳          | 杨贵妃——马苏饰 高力士——董彥麟饰 | 齐东方                                       |
| 陕西历史博物馆                              | 杜虎符                   | 刘奕君 刘胜利                           | 守护安国之信          | 嬴杜——刘奕君饰 蒙——董彥麟饰 卒长——冒海飞饰 兵令信使——李依洋饰 士卒——朱峰等饰                                                                          | 刘胜利                                       |
| 陕西历史博物馆                              | 懿德太子墓阙楼仪仗图壁画 | 郭涛 张锦秋 陕西历史博物馆壁画修复团队  | 守护盛世威仪          | 李涛——郭涛饰 安伦——刘洋饰 | 张锦秋 霍晓彤 王佳 李超 金紫琳 冯云鹏 汪娇娜 |
| 2018-01-07 多元文化熔铸传承                 |                          |                                         |                       | |                                              |
| 辽宁省博物馆                                | 宋人摹顾恺之《洛神赋图》 | 陳曉 叶露盈                             | 守护妙笔丹青          | 顾恺之——陳曉饰 曹植——朱峰饰 书童——李依洋飾 | 叶露盈                                       |
| 辽宁省博物馆                                | 铜鎏金木芯马镫           | 關曉彤 華天                             | 守护丝路传奇          | 花木蘭——關曉彤饰 队长——董彥麟饰 士卒——李依洋、冒海飞饰 驿使——赵振艺饰 將軍——劉洋饰                                                                    | 華天                                         |
| 辽宁省博物馆                                | 萬歲通天帖               | 寧靜 董宝厚                             | 守護筆墨乾坤          | 武則天——寧靜饰 狄仁傑——董彥麟饰 王方庆——冒海飞饰 公公——李依洋饰                                                                                       | 董宝厚                                       |
| 2018-01-14 见证华夏文明多源头格局           |                          |                                         |                       | |                                              |
| 湖南省博物馆                                | 长沙窑青釉褐彩诗文执壶   | 何炅 林安                               | 守护中国制造          | 何老闆——何炅饰 伙计——鲁源、李依洋饰 | 林安                                         |
| 湖南省博物馆                                | 辛追墓T形帛画            | 雷佳 李建毛 黄婷婷                      | 守护瑰麗夢想          | 通靈畫師——雷佳饰 辛追——李岱饰 | 李建毛 黄婷婷                                |
| 湖南省博物馆                                | 皿方罍                   | 黄渤 王嘉 廖丹 谭国斌                   | 守護上古血脈          | 皿方罍器身——黄渤饰 皿方罍器蓋——王嘉饰 盧芹齋——董彥麟饰 新田棟一——劉洋饰 青銅埕——李依洋饰 拍賣會工作人員——邢小北饰                                     | 廖丹 谭国斌                                  |
| 2018-01-21 包羅中國古代藝術萬象             |                          |                                         |                       | |                                              |
| 上海博物馆                                  | 商鞅方升                 | 黃磊 方向 新時代計量人                  | 守護強國之計          | 秦始皇——黃磊飾 李斯——董彥麟飾 高漸離—— 隋詠良飾 隗狀——冒海飛飾 王綰——李依洋飾 侍者——趙振藝、沈奕飾                                                    | 方向 郭立功 劉翔 佟林                        |
| 上海博物馆                                  | 朱克柔緙絲《蓮塘乳鴨圖》 | 那英 馬惠娟 蕭峰                        | 守護錦繡中華          | 朱克柔——那英饰 朱克柔（年輕）——高曉菲飾 染工總管——董彥麟飾 丈夫——朱峰飾 婆婆——李岱飾 丫鬟——龐奕欣飾                                                   | 馬惠娟 蕭峰                                  |
| 上海博物馆                                  | 大克鼎                   | 易烊千璽 潘裕翼 許勇翔                  | 守護華夏正禮          | 易——易烊千璽飾 秀——陳湘岳飾 熊——葉東奇飾 雍侯——董彥麟飾 膳夫克——朱峰飾 衛士——趙振藝、沈奕飾                                                           | 潘裕翼 許勇翔                                |
| 2018-01-28 傳頌千年越地長歌                 |                          |                                         |                       | |                                              |
| 浙江省博物馆                                | 寧波萬工轎               | 任重 王曉鷹 殷碩                        | 守護惠世天工          | 朱全來——任重飾 朱予全——李依洋飾 董師傅——冒海飛飾 趙老闆——朱峰飾 阿德哥——董彥麟飾 小弟——沈奕飾                                                         | 王曉鷹 殷碩                                  |
| 浙江省博物馆                                | 落霞式彩鳳鳴岐七弦琴     | 孫淳 丁承運 范珮玲                      | 守護高山流水          | 雷威——孫淳饰 唐玄宗——朱峰飾 侍衛——李依洋飾 | 丁承運 范珮玲                                |
| 浙江省博物馆                                | 玉琮                     | 周冬雨 良渚考古隊                       | 守護玉魂國魄          | 大祭司瑤——周冬雨飾 良渚國王——董彥麟飾 玉工——鄭舒環、呂潤桐、葛澤揚飾 族人——朱峰、李依洋、瞿艺飾 衛士——劉洋、邢小北飾                                  | 陳明輝 王永磊 姬翔 武欣 宋姝 朱葉菲 王寧遠   |
| 2018-02-04 保存中華文化和江蘇地域文明的寶殿 |                          |                                         |                       | |                                              |
| 南京博物院                                  | 大報恩寺琉璃塔拱門       | 秦海璐 潘谷平                           | 守護大國匠心          | 沈姑娘——秦海璐飾 住持——董彥麟飾 約翰·尼霍夫——李依洋飾                                                                                                 | 潘谷平                                       |
| 南京博物院                                  | 坤輿萬國全圖             | 張晨光 高俊                             | 守護海國圖景          | 李之藻——張晨光飾 利瑪竇——李依洋飾 | 高俊                                         |
| 南京博物院                                  | 竹林七賢與榮啟期磚畫     | 袁弘 耿朔 高夢琛 南京市岱山實驗小學師生 | 守護先賢懿德          | 嵇康——袁弘飾 榮啟期——董彥麟飾 劉伶——李依洋飾 阮籍——朱峰飾 王戎——隋詠良飾 王戎妻——鄭舒環飾 阮咸——邢小北飾 山濤——崔凱飾 向秀——劉洋飾 劉伶僕從——趙振藝飾 | 耿朔 高夢琛 南京市岱山實驗小學師生           |

| 博物館              | 入選文物                     | 揭曉嘉賓            | 見證人              | 駐展記者            | 特別嘉賓            | 表演嘉賓 |
| 2018-02-11 國寶之夜 | 2018-02-11 國寶之夜          | 2018-02-11 國寶之夜 | 2018-02-11 國寶之夜 | 2018-02-11 國寶之夜 | 2018-02-11 國寶之夜 | 2018-02-11 國寶之夜 |
| ------------------- | ---------------------------- | ------------------- | ------------------- | ------------------- | ------------------- | --- |
| 浙江省博物館        | 玉琮                         | 韓美林              | 王永磊              | 李欣蔓              | 傅申、陸蓉之伉儷    | 古琴演奏家：李祥霆 笛簫演奏家：王次 琵琶演奏家：趙聰 二胡演奏家：果敢 聞一多詩《我是中國人》朗誦：王剛、秦海璐 李白詩《將進酒》演唱：笙演奏家吳彤 京劇《鬧天宮》：王超、南子康、劉騰蛟、晁凡、曲徑達 |
| 湖北省博物館        | 雲夢睡虎地秦簡               | 張晉藩              | 陳振裕              | 佘麗霞              | 傅申、陸蓉之伉儷    | 古琴演奏家：李祥霆 笛簫演奏家：王次 琵琶演奏家：趙聰 二胡演奏家：果敢 聞一多詩《我是中國人》朗誦：王剛、秦海璐 李白詩《將進酒》演唱：笙演奏家吳彤 京劇《鬧天宮》：王超、南子康、劉騰蛟、晁凡、曲徑達 |
| 陝西歷史博物館      | 懿德太子墓《闕樓儀仗圖》壁畫 | 常沙娜              | 張錦秋              | 譚海梅              | 傅申、陸蓉之伉儷    | 古琴演奏家：李祥霆 笛簫演奏家：王次 琵琶演奏家：趙聰 二胡演奏家：果敢 聞一多詩《我是中國人》朗誦：王剛、秦海璐 李白詩《將進酒》演唱：笙演奏家吳彤 京劇《鬧天宮》：王超、南子康、劉騰蛟、晁凡、曲徑達 |
| 河南博物院          | 雲紋銅禁                     | 杭侃                | 王琛                | 田萌                | 傅申、陸蓉之伉儷    | 古琴演奏家：李祥霆 笛簫演奏家：王次 琵琶演奏家：趙聰 二胡演奏家：果敢 聞一多詩《我是中國人》朗誦：王剛、秦海璐 李白詩《將進酒》演唱：笙演奏家吳彤 京劇《鬧天宮》：王超、南子康、劉騰蛟、晁凡、曲徑達 |
| 上海博物館          | 大克鼎                       | 韓永進              | 潘裕翼              | 吳瓊                | 傅申、陸蓉之伉儷    | 古琴演奏家：李祥霆 笛簫演奏家：王次 琵琶演奏家：趙聰 二胡演奏家：果敢 聞一多詩《我是中國人》朗誦：王剛、秦海璐 李白詩《將進酒》演唱：笙演奏家吳彤 京劇《鬧天宮》：王超、南子康、劉騰蛟、晁凡、曲徑達 |
| 遼寧省博物館        | 萬歲通天帖                   | 范迪安              | 董寶厚              | 楊雪                | 傅申、陸蓉之伉儷    | 古琴演奏家：李祥霆 笛簫演奏家：王次 琵琶演奏家：趙聰 二胡演奏家：果敢 聞一多詩《我是中國人》朗誦：王剛、秦海璐 李白詩《將進酒》演唱：笙演奏家吳彤 京劇《鬧天宮》：王超、南子康、劉騰蛟、晁凡、曲徑達 |
| 南京博物院          | 大報恩寺琉璃塔拱門           | 何鏡堂              | 潘谷平              | 楊光                | 傅申、陸蓉之伉儷    | 古琴演奏家：李祥霆 笛簫演奏家：王次 琵琶演奏家：趙聰 二胡演奏家：果敢 聞一多詩《我是中國人》朗誦：王剛、秦海璐 李白詩《將進酒》演唱：笙演奏家吳彤 京劇《鬧天宮》：王超、南子康、劉騰蛟、晁凡、曲徑達 |
| 湖南省博物館        | 皿方罍                       | 藍天野              | 廖丹                | 焦健                | 傅申、陸蓉之伉儷    | 古琴演奏家：李祥霆 笛簫演奏家：王次 琵琶演奏家：趙聰 二胡演奏家：果敢 聞一多詩《我是中國人》朗誦：王剛、秦海璐 李白詩《將進酒》演唱：笙演奏家吳彤 京劇《鬧天宮》：王超、南子康、劉騰蛟、晁凡、曲徑達 |
| 故宮博物院          | 石鼓                         | 鄭欣淼              | 梁金生              | 朱廣權              | 傅申、陸蓉之伉儷    | 古琴演奏家：李祥霆 笛簫演奏家：王次 琵琶演奏家：趙聰 二胡演奏家：果敢 聞一多詩《我是中國人》朗誦：王剛、秦海璐 李白詩《將進酒》演唱：笙演奏家吳彤 京劇《鬧天宮》：王超、南子康、劉騰蛟、晁凡、曲徑達 |

## 節目原聲
| 曲序 | 曲目               |              | 作曲   | 编曲   | 演唱         | 时长 |
| ---- | ------------------ | ------------ | ------ | ------ | ------------ | ---- |
| 1.   | 一眼千年（主题曲） | 梁芒         | 钱雷   | 钱雷   | 那英         | 3:41 |
| 2.   | 仙才叹             | 王梓嫣       | 祁岩峰 | 祁岩峰 | 朱峰、蔡忻如 | 2:56 |
| 3.   | 帛画魂             | 王凌云、郑琨 | 王凌云 | 祁岩峰 | 雷佳         | 4:41 |

## 奖项纪录
| 年份   | 颁奖典礼                 | 奖项               | 入围                   | 结果 |
| ------ | ------------------------ | ------------------ | ---------------------- | ---- |
| 2018年 | 第24届上海电视节白玉兰奖 | 最佳季播电视节目奖 | 《国家宝藏》第一季     | 獲獎 |
| 2020年 | 第26届电视文艺星光奖     | 优秀电视综艺节目奖 | 《国家宝藏（第一季）》 | 獲獎 |

## 观众反应与媒体评论
2017年12月10日，《華僑時報》关注了《國家寶藏》第一集播出后网络上的反应，称其“一夜刷屏”，認為《國家寶藏》是繼2017年年初大火的《見字如面》《中國詩詞大會》《朗讀者》三檔文化類節目之後的又一部好口碑作品，表明文化類節目的崛起趨勢已更爲明顯。
2017年12月25日，《光明日报》发表评论文章称，《国家宝藏》是继2016年纪录片《我在故宫修文物》之后的又一与文物有关的现象级电视产品。该节目通过传统与现代相结合的方式，让国宝重器“说话”，拉近了文物、历史与公众的距离，以恰当的方式将文物的魅力、历史的细节展示、诠释给了公众。该节目为博物馆文化发展改编创新能力上的不足的现状开了个好头。该节目的成功既实现了一种高效的历史文化科普，也为发展博物馆经济乃至整个文博、文旅产业提供了有说服力的启示。统计显示，该节目开播后，通过“博物馆”一词搜索旅游产品的数据骤然上升了50%。
2017年12月28日，仅播出四集的《国家宝藏》获得第4届豆瓣电影年度榜单“最受关注的大陆电视综艺”奖。
2018年2月12日，中国新闻网文章称《国家宝藏》掀起“国宝热”，播出后“引爆了电视、网络和微信朋友圈”，属于现象级文化综艺节目。
《国家宝藏》的热播还获得了包括《人民日报》、《光明日报》、《中国日报》等在内的20家权威媒体的关注，超40次的大篇幅评论引起全民对《国家宝藏》的关注。该节目最后一集播出后，已有豆瓣网友近5万人参与打分，评分为9.2分，且播出期间曾创下最高评分9.5分的好成绩。该节目为2017豆瓣最受关注的大陆综艺节目榜单中的第一名。截止到2月11日13:00，在新浪微博上，《国家宝藏》主话题#CCTV国家宝藏#阅读量达17.1亿，粉丝讨论量破100万，居文化类综艺节目第一；节目相关视频仅在微博秒拍播放量近4亿，位列在播文化综艺播放量排名第一。
在获得好评的同时，《国家宝藏》部分内容的正确性也受到了文博专业人士的质疑，片中对贾湖骨笛来源的解说出现了事实错误。同时，部分演出服装也并不合适。有学者指出，博物馆的作用应当是提升公众的文化素养而非迎合。此外，观众对一些演员的演技也提出了批评。

## 其他相关
《国家宝藏》在2017年3月13日成型的结构方案里，决定以故事选国宝、每集一件共九件国宝（含越王勾践剑和皿方罍，其余七件在之后均被放弃）的模式。此后一年，方案在每集国宝选择及数量（介绍1件增至3件）、责任导演选择（如湖南博物馆这期的责任导演为湖南人汤浩，其也是该节目的执行总导演，2012~2015年央视春晚语言节目总导演）、表演模式（戏剧导演朱峰早期提出以音乐剧形式演绎帛画、编剧组的于新玲和郑琨将皿方罍故事从对口诗朗诵多次大改至最终剧本）等上进行过大量改变。
《国家宝藏》的节目口号“让文物活起来”出自中共中央总书记习近平谈文物保护工作的三句箴言“让收藏在博物馆里的文物、陈列在广阔大地上的遗产、书写在古籍里的文字都活起来”。
2018年2月11日，《国家宝藏》节目组在北京举行收官观影活动，制片人、总导演于蕾在活动现场透露，《国家宝藏》确定将制作第二季，并将联合中信出版社出版相关书籍，更详尽地介绍节目中的27件国宝。据悉，该书籍将于2018年3月预售，4月正式发售。
2018年2月15日除夕中国中央电视台春节联欢晚会上，《国家宝藏》以特设环节“国宝回归”的形式亮相，节目内容为2017年底香港商人许荣茂斥亿元购回《丝路山水地图》并捐赠给故宫博物院的事情，节目中张国立以“《国家宝藏》001号讲解员”身份向大家介绍了捐赠概况，许荣茂和故宫博物院院长单霁翔登台讲述了具体情况。
2018年4月16日，中国中央电视台《开门大吉》节目播出《国家宝藏》助演团专场，参加节目有朱峰、陈湘岳、董彥麟、李依洋、李岱、冒海飞、蔡忻如、刘洋和趙振藝共九位前世传奇助演演员。
该节目于2018年12月播出第二季，并曾于2019年10月和2020年1月制作《国家宝藏·国宝音乐会》和《“黄河之水天上来”国宝音乐会》。根据2020年的相关报道，该节目计划制作五季，后于2020月12月播出第三季。
节目LOGO中的文物是故宫博物院收藏的明永乐青花海水江崖纹三足炉，该器是故宫博物院选出参加第三季节目的文物之一。